# Birgit Eickelmann
Birgit Eickelmann (* 1971) ist eine deutsche Erziehungswissenschaftlerin und lehrt an der Universität Paderborn Schulpädagogik.

## Ausbildung
Eickelmann studierte für das Lehramt Mathematik und Physik an der Ruhr-Universität Bochum und absolvierte das Referendariat am Studienseminar Hagen 1997 bis 1999.

## Karriere
Eickelmann arbeitete als Studienrätin bis 2012 im Schuldienst, wobei sie 2003 an das Institut für Schulentwicklungsforschung (IFS) der Universität Dortmund abgeordnet wurde. 2009 promovierte sie in Erziehungswissenschaft Summa cum laude und habilitierte sich 2012 in Erziehungswissenschaft bei Wilfried Bos. Sie erhielt die Venia Legendi in Erziehungswissenschaft mit dem Schwerpunkt empirische Schulforschung und befasst sich damit, wie digitale Medien in der Schule eingesetzt werden.
2012 erhielt sie einen Lehrstuhl für Schulpädagogik an der Universität Paderborn. Von 2015 bis 2017 war sie stellvertretende Leiterin des Instituts für Erziehungswissenschaft. Sie ist u. a. Leiterin des Nationalen Forschungszentrums der Studie ICILS 2023 (International Computer and Information Literacy Study), mit der zum dritten Mal nach 2013 und 2018 computer- und informationsbezogene Kompetenzen sowie zum zweiten Mal Kompetenzen im Bereich Computational Thinking von Achtklässlern im internationalen Vergleich gemessen werden. Das in den Medien weithin aufgegriffene Ergebnis war, dass ca. 40 % der Schüler, vor allem Migrantenkinder, sehr geringe digitale Kompetenzen haben: „Sie können wischen und klicken.“ Die Kompetenzen sind überdies gegenüber vor zehn Jahren noch zurückgegangen.

## Schriften
- Mithrsg.: ICILS 2018/Deutschland: computer- und informationsbezogene Kompetenzen von Schülerinnen und Schülern im zweiten internationalen Vergleich und Kompetenzen im Bereich Computational Thinking. Waxmann, Münster 2019 ISBN 978-3-8309-4000-5.
- ICILS 2023 - Schulpädagogik | Universität Paderborn. Abgerufen am 18. November 2024.
- mit Julia Gerick, Hans-Günter Rolff: Digitale Medien in Schule und Unterricht. Studienverlag, Innsbruck-Wien-Bozen 2017.
- Digitale Medien in Schule und Unterricht erfolgreich implementieren: eine empirische Analyse aus Sicht der Schulentwicklungsforschung. Waxmann, Münster 2009. ISBN 978-3-8309-2243-8.
- Schriftenverzeichnis online

## Einzelbelege
1. ↑  Martin Spiewak: ICILS-Studie: "Sie können wischen und klicken". In: Die Zeit. 12. November 2024, ISSN 0044-2070 (zeit.de [abgerufen am 18. November 2024]).

| Personendaten    | Personendaten                                              |
| ---------------- | ---------------------------------------------------------- |
| NAME             | Eickelmann, Birgit                                         |
| KURZBESCHREIBUNG | deutsche Erziehungswissenschaftlerin und Hochschullehrerin |
| GEBURTSDATUM     | 1971                                                       |